# Zapasy na Letnich Igrzyskach Olimpijskich 1968 – kategoria do 57 kg w stylu wolnym
Zmagania mężczyzn do 57 kg to jedna z ośmiu męskich konkurencji w zapasach w stylu wolnym rozgrywanych podczas Letnich Igrzysk Olimpijskich 1968. Pojedynki w tej kategorii wagowej odbyły się w dniach 17 – 20 października.
Punktacja opierała się na systemie "złych punktów karnych". Zwycięzca otrzymywał zero punktów za wygraną przez "tusz" (łopatki) lub dyskwalifikację; pół punktu za przewagę techniczną, a jeden za zwycięstwo na punkty. Dwa punkty przyznawano za remis, a dwa i pół za remis i pasywność. Za porażkę na punkty zawodnik otrzymywał trzy punkty. Przegrana przez przewagę techniczną skutkowała 3,5 punktami karnymi, a za łopatki lub dyskwalifikację przyznawano 4 punkty karne. Uzyskanie sześciu lub więcej punktów eliminowało zapaśnika z turnieju. Najlepsza trójka walczyła w rundzie finałowej.

## Klasyfikacja[1]
| Pozycja | Nazwisko           | Kraj              |
| ------- | ------------------ | ----------------- |
| 1       | Yōjirō Uetake      | Japonia           |
| 2       | Don Behm           | Stany Zjednoczone |
| 3       | Abutaleb Talebi    | Iran              |
| 4       | Ali Alijew         | ZSRR              |
| 5       | Iwan Szawow        | Bułgaria          |
| 6       | Zbigniew Żedzicki  | Polska            |
| 7       | Bishambar Singh    | Indie             |
| 8       | Badzryn Süchbaatar | Mongolia          |
| 9       | Hasan Sevinç       | Turcja            |
| 10      | Muhammad Sardar    | Pakistan          |
| 11      | Herb Singerman     | Kanada            |
| 12      | Pekka Alanen       | Finlandia         |
| 13      | Moisés López       | Meksyk            |
| 14      | Rogelio Famatid    | Filipiny          |
| 14      | Ahmad Djan         | Afganistan        |
| 14      | Jang Gyeong-mu     | Korea Południowa  |
| 14      | Nicolae Cristea    | Rumunia           |
| 14      | Horst Mayer        | NRD               |
| 14      | Simeon Šutev       | Jugosławia        |
| 20      | Javier Raxón       | Gwatemala         |
| 21      | Marco Terán        | Ekwador           |

## Wyniki

### Pierwsza runda[2]
| Zwycięzca          | Punkty karne | Wynik           | Przegrany       | Punkty karne |
| ------------------ | ------------ | --------------- | --------------- | ------------ |
| Herb Singerman     | 0            | Łopatki         | Rogelio Famatid | 4            |
| Hasan Sevinç       | 1            | Na punkty       | Simeon Šutev    | 3            |
| Iwan Szawow        | 1            | Na punkty       | Jang Gyeong-mu  | 3            |
| Yōjirō Uetake      | 0            | Łopatki         | Marco Terán     | 4            |
| Zbigniew Żedzicki  | 1            | Na punkty       | Horst Mayer     | 3            |
| Pekka Alanen       | 1            | Na punkty       | Nicolae Cristea | 3            |
| Ali Alijew         | 0            | Dyskwalifikacja | Moisés López    | 4            |
| Badzryn Süchbaatar | 1            | Na punkty       | Ahmad Djan      | 3            |
| Abutaleb Talebi    | 0,5          | Przewaga        | Javier Raxón    | 3,5          |
| Don Behm           | 1            | Na punkty       | Muhammad Sardar | 3            |
| Bishambar Singh    | 0            | Bez walki       |                 |              |

### Druga runda[3]
| Zwycięzca         | Punkty karne | Wynik       | Przegrany          | Punkty karne |
| ----------------- | ------------ | ----------- | ------------------ | ------------ |
| Bishambar Singh   | 0,5          | Przewaga    | Herb Singerman     | 3,5          |
| Hasan Sevinç      | 2            | Na punkty   | Jang Gyeong-mu     | 6            |
| Iwan Szawow       | 1            | Łopatki     | Simeon Šutev       | 7            |
| Zbigniew Żedzicki | 1            | Łopatki     | Marco Terán        | 8            |
| Yōjirō Uetake     | 0            | Łopatki     | Horst Mayer        | 7            |
| Moisés López      | 4,5          | Przewaga    | Pekka Alanen       | 4,5          |
| Ali Alijew        | 1            | Na punkty   | Nicolae Cristea    | 6            |
| Abutaleb Talebi   | 1,5          | Na punkty   | Ahmad Djan         | 6            |
| Muhammad Sardar   | 4            | Na punkty   | Badzryn Süchbaatar | 4            |
| Don Behm          | 1            | Łopatki     | Javier Raxón       | 7,5          |
| Rogelio Famatid   | -            | Wycofał się |                    |              |

### Trzecia runda[4]
| Zwycięzca          | Punkty karne | Wynik     | Przegrany         | Punkty karne |
| ------------------ | ------------ | --------- | ----------------- | ------------ |
| Bishambar Singh    | 1,5          | Na punkty | Hasan Sevinç      | 5            |
| Iwan Szawow        | 1            | Łopatki   | Herb Singerman    | 7,5          |
| Yōjirō Uetake      | 1            | Na punkty | Zbigniew Żedzicki | 4            |
| Ali Alijew         | 1,5          | Przewaga  | Pekka Alanen      | 8            |
| Badzryn Süchbaatar | 4            | Łopatki   | Moisés López      | 8,5          |
| Abutaleb Talebi    | 2,5          | Na punkty | Muhammad Sardar   | 7            |
| Don Behm           | 1            | Bez walki |                   |              |

### Czwarta runda[5]
| Zwycięzca         | Punkty karne | Wynik     | Przegrany          | Punkty karne |
| ----------------- | ------------ | --------- | ------------------ | ------------ |
| Don Behm          | 1,5          | Przewaga  | Bishambar Singh    | 5            |
| Iwan Szawow       | 3,5          | Remis     | Hasan Sevinç       | 7,5          |
| Yōjirō Uetake     | 3            | Remis     | Ali Alijew         | 3,5          |
| Zbigniew Żedzicki | 3            | Na punkty | Badzryn Süchbaatar | 7            |
| Abutaleb Talebi   | 2,5          | Bez walki |                    |              |

### Piąta runda[6]
| Zwycięzca       | Punkty karne | Wynik     | Przegrany         | Punkty karne |
| --------------- | ------------ | --------- | ----------------- | ------------ |
| Abutaleb Talebi | 3,5          | Na punkty | Don Behm          | 4,5          |
| Yōjirō Uetake   | 3,5          | Przewaga  | Bishambar Singh   | 8,5          |
| Iwan Szawow     | 4,5          | Na punkty | Zbigniew Żedzicki | 8            |
| Ali Alijew      | 3,5          |           |                   |              |

### Szósta runda[7]
| Zwycięzca     | Punkty karne | Wynik     | Przegrany       | Punkty karne |
| ------------- | ------------ | --------- | --------------- | ------------ |
| Ali Alijew    | 5,5          | Remis     | Abutaleb Talebi | 5,5          |
| Don Behm      | 5,5          | Na punkty | Iwan Szawow     | 7,5          |
| Yōjirō Uetake | 3,5          | Bez walki |                 |              |

### Runda finałowa[8]
| Zwycięzca     | Punkty karne | Wynik     | Przegrany       | Punkty karne |
| ------------- | ------------ | --------- | --------------- | ------------ |
| Yōjirō Uetake | 5,5          | Remis     | Abutaleb Talebi | 7,5          |
| Don Behm      | 6,5          | Na punkty | Ali Alijew      | 8,5          |